# The Open Group

The Open Groupのロゴタイプ

The Open Group は、プロプライエタリなUnix系オペレーティングシステム (OS) の「公式」業界団体である。「UNIX戦争」の終結により、X/OpenとOpen Software Foundation (OSF) が合併して誕生した。
商標である『UNIX』の管理、デジュリ標準であるPOSIXを元に策定されている仕様のSingle UNIX Specificationの維持などをしている。オープンでベンダーに依存しないIT標準と認証の開発を多様な分野で進め、IT標準を通じたビジネス目標の達成を可能にするためのグローバルコンソーシアムであるとうたわれているが、最初に述べた発足の経緯の通り、UNIXと全く無関係にはそのような活動をする理由は無く、そのような活動はしていない。

## メンバー
メーカー、サービスプロバイダ、ユーザー企業、政府機関、大学など、世界中の500以上の組織が参加しており、メンバーリストは公開されている。
プラチナメンバーが運営に関わる主要な会員である。現在は、キャップジェミニ、DXC、富士通、ファーウェイ、IBM、オラクル、フィリップスからなる。

## 認証
The Open Group 主要なサービスは認証プログラムである。次のような技術に関して認証を行っている。
- Common Operating Environment (COE) プラットフォーム
- Lightweight Directory Access Protocol (LDAP)
- POSIX
- Schools Interoperability Framework (SIF)
- UNIX（The Open GroupはUNIXの登録商標の権利保有者でもある）
- Wireless Application Protocol (WAP)

The Open Groupは、ビジネスプラクティスや開発プラクティスの標準化も行っており、プロ向けの認証も行っている。例えば、ITアーキテクト認証やThe Open Group Architecture Framework (TOGAF) などがある。

## メンバーフォーラム
メンバーはフォーラムに参加して、オープンなIT標準と認証の開発に協力することができる。
シルバー会員は1オープンフォーラム、ゴールド会員は全オープンフォーラムに参加できる。
オープンフォーラム
- ArchiMate® Forum
- Architecture Forum
- IT4IT™ Forum
- Open Platform 3.0™ Forum
- Real-time & Embedded Systems Forum
- Security Forum
- Open Trusted Technology Forum
- Platform Base Working Group

また、四半期ごとに全体会議が開催される。

## 歴史
1980年代に始まったUNIX戦争は、1990年代には収束に向かった。1993年、まずCOSEイニシアティブが第一段階として結成され、最終的に 1996年のOSFとX/Openの合併へとつながっていった。OSFはそれ以前の1994年に UNIX Internationalと合併しており、The Open Groupは当時のUNIXコミュニティ全体を代表する団体となった。
背景には、UNIX戦争とは無関係だったパーソナルコンピュータの、その大きな消費市場を背景にした発展や、特にマイクロソフトのWindows NTはUNIXを脅かす機能性を持っていた。また、やはり1980年代に始まったGNUプロジェクトなどに影響された、LinuxシステムやBSD系のいくつかのPC-UNIXも、以上のようなベンダによるプロプライエタリ系UNIXではないUnix系システムとして、1990年代末から21世紀には大きな広がりを見せ、UNIX戦争のような内紛をしている場合ではなくなった、という状況の変化がある。
近年では、The Open GroupはLinux Foundationに協力してLinux Standard Baseの仕様策定に参加している。

## 開発と標準
- Call Level Interface（ODBCの基盤）
- Common Desktop Environment (CDE)
- Distributed Computing Environment（DCOMの基盤）こちらにある
- Distributed Relational Database Architecture (DRDA)
- Lightweight Directory Access Protocol (LDAP)
- Motif GUI ウィジェット・ツールキット（CDEで使われている）
- Single UNIX Specification (POSIX)
- X Window System（過去にThe Open Groupが保守・開発を行っていたことがある）